# Esteve Puig i Pascual
Esteve Puig i Pascual (Barcelona, 1896-1964) fou fotògraf amateur català que tingué l'oportunitat de viatjar arreu de Catalunya, Espanya i les colònies del nord d'Àfrica acompanyat de la seva càmera.
Va participar activament en la vida cultural de Barcelona com a assessor teatral de l'Orfeó Gracienc, soci del Palau de la Música Catalana i de la Secció de Fotografia del Centre Excursionista de Catalunya. Va treballar en l'empresa privada i posteriorment s'incorporà en el cos d'inspectors d'hisenda. L'activitat professional i el trasbals de la derrota de la Guerra Civil Espanyola li van fer deixar la fotografia. El seu fons es conserva a l'Arxiu Fotogràfic de Barcelona. El fons recull el conjunt de l'obra conservada d'Esteve Puig com a fotògraf amateur. Consta de negatius i positius estereoscòpics sobre vidre. Les fotografies pertanyen al primer quart de segle XX i mostren pobles i ciutats de Catalunya i de l'Estat espanyol. D'aquestes imatges, unes nou-centes són de la ciutat de Barcelona.
L'obra d'Esteve Puig ha estat exposada en tres ocasions: “Museus i espais 1879-1935”, al Museu Tèxtil i de la Indumentària de Barcelona, l'any 1991; “Mallorca, ahir”, a la Fundació Barceló de Palma, el 1994, i “Esteve Puig i Pascual. Fotografies dels fons de l'Arxiu Fotogràfic de l'AHCB”, a la Sala d'Exposicions de la seu del Districte de Gràcia de Barcelona, el 2000.